# Iceland International 1996
Die Iceland International 1996 im Badminton fanden vom 15. bis zum 17. November 1996 statt. Auf der IBF-Turnierskala erreichte es die Wertung B.

## Sieger und Platzierte
| Disziplin    | Gold                                       | Silber                                         | Bronze                                         |
| ------------ | ------------------------------------------ | ---------------------------------------------- | ---------------------------------------------- |
| Herreneinzel | Rasmus Wengberg                            | Fredrik Bergström                              | Árni Þór Hallgrímsson                          |
| Herreneinzel | Rasmus Wengberg                            | Fredrik Bergström                              | Tryggvi Nielsen                                |
| Dameneinzel  | Elsa Nielsen                               | Vigdís Ásgeirsdóttir                           | Erla Björg Hafsteinsdóttir                     |
| Dameneinzel  | Elsa Nielsen                               | Vigdís Ásgeirsdóttir                           | Brynja Pétursdóttir                            |
| Herrendoppel | Árni Þór Hallgrímsson Broddi Kristjánsson  | Fredrik Bergström Rasmus Wengberg              | Jonas Weicheng Huang Sveinn Sölvason           |
| Herrendoppel | Árni Þór Hallgrímsson Broddi Kristjánsson  | Fredrik Bergström Rasmus Wengberg              | Guðmundur Adolfsson Chen Guobao                |
| Damendoppel  | Elsa Nielsen Vigdís Ásgeirsdóttir          | Erla Björg Hafsteinsdóttir Brynja Pétursdóttir | Aslaug Hinriksdottir Anna Lilja Sigurdardottir |
| Damendoppel  | Elsa Nielsen Vigdís Ásgeirsdóttir          | Erla Björg Hafsteinsdóttir Brynja Pétursdóttir | Sigridur M. Jonsdottir Maria Thors             |
| Mixed        | Árni Þór Hallgrímsson Vigdís Ásgeirsdóttir | Tryggvi Nielsen Elsa Nielsen                   | Sveinn Sölvason Erla Björg Hafsteinsdóttir     |
| Mixed        | Árni Þór Hallgrímsson Vigdís Ásgeirsdóttir | Tryggvi Nielsen Elsa Nielsen                   | Broddi Kristjánsson Brynja Pétursdóttir        |

## Ergebnisse

### Herreneinzel
- Broddi Kristjánsson –  Orri Orn Arnason: 15-4 / 15-6
- Sveinn Sölvason –  Geir K Svanbjornsson: 15-1 / 15-4
- Guðmundur Adolfsson –  Adalsteinn Huldarson: 15-5 / 15-1
- Indridi Bjornsson –  Kristjan Hilmarsson: 15-4 / 15-0
- Rasmus Wengberg –  Frimann Ari Ferdinandsson: 15-0 / 15-0
- Broddi Kristjánsson –  Ástvaldur Heiðarsson: 15-8 / 15-9
- Árni Þór Hallgrímsson –  Reynir Gudmundsson: 15-2 / 15-0
- Sveinn Sölvason –  Palmi Sigurdsson: 15-1 / 15-4
- Guðmundur Adolfsson –  Magnús Ingi Helgason: 15-0 / 15-4
- Tryggvi Nielsen –  Saevar Strom: 15-4 / 15-5
- Chen Guobao –  Indridi Bjornsson: 15-7 / 15-14
- Fredrik Bergström –  Skuli Sigurdsson: 15-2 / 15-1
- Rasmus Wengberg –  Broddi Kristjánsson: 15-9 / 15-3
- Árni Þór Hallgrímsson –  Sveinn Sölvason: 11-15 / 17-15 / 15-7
- Tryggvi Nielsen –  Guðmundur Adolfsson: 4-15 / 15-12 / 15-9
- Fredrik Bergström –  Chen Guobao: 15-8 / 4-15 / 15-4
- Rasmus Wengberg –  Árni Þór Hallgrímsson: 15-2 / 15-7
- Fredrik Bergström –  Tryggvi Nielsen: 15-11 / 10-15 / 15-9
- Rasmus Wengberg –  Fredrik Bergström: 8-15 / 18-13 / 15-10

### Dameneinzel
- Katrín Atladóttir –  Olof Olafsdottir: 11-3 / 11-6
- Brynja Pétursdóttir –  Maria Thors: 11-1 / 11-1
- Elsa Nielsen –  Birna Gudbjartsdottir: 11-1 / 11-4
- Erla Björg Hafsteinsdóttir –  Katrín Atladóttir: 11-8 / 12-10
- Brynja Pétursdóttir –  Anna Lilja Sigurdardottir: 11-1 / 11-2
- Vigdís Ásgeirsdóttir –  Aslaug Hinriksdottir: 11-3 / 11-0
- Elsa Nielsen –  Erla Björg Hafsteinsdóttir: 11-4 / 11-3
- Vigdís Ásgeirsdóttir –  Brynja Pétursdóttir: 11-2 / 11-7
- Elsa Nielsen –  Vigdís Ásgeirsdóttir: 11-6 / 5-11 / 12-10

### Herrendoppel
- Jonas Weicheng Huang /  Sveinn Sölvason –  Orri Orn Arnason /  Ástvaldur Heiðarsson: 4-15 / 15-4 / 15-3
- Guðmundur Adolfsson /  Chen Guobao –  Gunnar Bjornsson /  Johannes Helgason: 15-9 / 15-4
- Árni Þór Hallgrímsson /  Broddi Kristjánsson –  Reynir Gudmundsson /  Egidijus Jankauskas: 15-2 / 15-8
- Jonas Weicheng Huang /  Sveinn Sölvason –  Petur Hjalmtysson /  Skuli Sigurdsson: 18-17 / 5-15 / 15-13
- Guðmundur Adolfsson /  Chen Guobao –  Frimann Ari Ferdinandsson /  Tryggvi Nielsen: 15-5 / 15-13
- Fredrik Bergström /  Rasmus Wengberg –  Magnús Ingi Helgason /  Saevar Strom: 15-0 / 15-3
- Árni Þór Hallgrímsson /  Broddi Kristjánsson –  Jonas Weicheng Huang /  Sveinn Sölvason: 15-5 / 15-9
- Fredrik Bergström /  Rasmus Wengberg –  Guðmundur Adolfsson /  Chen Guobao: 15-5 / 15-7
- Árni Þór Hallgrímsson /  Broddi Kristjánsson –  Fredrik Bergström /  Rasmus Wengberg: 15-9 / 8-15 / 15-1

### Damendoppel
- Aslaug Hinriksdottir /  Anna Lilja Sigurdardottir –  Hrund Gudmundsdottir /  Olof Olafsdottir: 15-8 / 15-3
- Sigridur M. Jonsdottir /  Maria Thors –  Katrín Atladóttir /  Birna Gudbjartsdottir: 5-15 / 15-13 / 15-12
- Vigdís Ásgeirsdóttir /  Elsa Nielsen –  Aslaug Hinriksdottir /  Anna Lilja Sigurdardottir: 15-1 / 15-0
- Brynja Pétursdóttir /  Erla Björg Hafsteinsdóttir –  Sigridur M. Jonsdottir /  Maria Thors: 15-1 / 15-1
- Vigdís Ásgeirsdóttir /  Elsa Nielsen –  Brynja Pétursdóttir /  Erla Björg Hafsteinsdóttir: 15-5 / 15-2

### Mixed
- Sveinn Sölvason /  Erla Björg Hafsteinsdóttir –  Skuli Sigurdsson /  Hrund Gudmundsdottir: 15-5 / 15-7
- Tryggvi Nielsen /  Elsa Nielsen –  Magnús Ingi Helgason /  Katrín Atladóttir: 15-6 / 15-1
- Broddi Kristjánsson /  Brynja Pétursdóttir –  Orri Orn Arnason /  Anna Lilja Sigurdardottir: 15-1 / 15-7
- Árni Þór Hallgrímsson /  Vigdís Ásgeirsdóttir –  Sveinn Sölvason /  Erla Björg Hafsteinsdóttir: 15-3 / 15-11
- Tryggvi Nielsen /  Elsa Nielsen –  Broddi Kristjánsson /  Brynja Pétursdóttir: 17-16 / 7-15 / 15-12
- Árni Þór Hallgrímsson /  Vigdís Ásgeirsdóttir –  Tryggvi Nielsen /  Elsa Nielsen: 15-2 / 15-5